# Avīci (01)
AVĪCI (01) — четвёртый и последний мини-альбом шведского диджея и музыкального продюсера Авичи, выпущенный 10 августа 2017 года.

## История
27 июня 2017 года британская певица Рита Ора дебютировала с песней из альбома Авичи «Lonely Together» на частном мероприятии в Лондоне. В начале августа Авичи поделился одноминутными фрагментами песен из своего нового альбома в Instagram, подписав: «Новая музыка очень-очень (очень) скоро!».
AVĪCI (01) — последний альбом Авичи, выпущенный 10 августа 2017 года. Он выпущен лейблом Avicii Music по лицензии Universal Music Group при участии таких музыкантов, как Рита Ора, AlunaGeorge, Билли Раффоул, Vargas & Lagola и Сандро Кавацца.

## Список композиций
| №                   | Название                                              | Длительность |
| ------------------- | ----------------------------------------------------- | ------------ |
| 1.                  | «Friend of Mine» (при участии Vargas and Lagola)      | 2:39         |
| 2.                  | «Lonely Together» (при участии Rita Ora)              | 3:01         |
| 3.                  | «You Be Love» (при участии Billy Raffoul)             | 3:27         |
| 4.                  | «Without You» (при участии Sandro Cavazza)            | 3:01         |
| 5.                  | «What Would I Change It To» (при участии AlunaGeorge) | 2:58         |
| 6.                  | «So Much Better» (Avicii Remix)                       | 2:37         |
| Общая длительность: | Общая длительность:                                   | 17:43        |

## Чарты
| Чарт (2017)                             | Пиковые позиции |
| --------------------------------------- | --------------- |
| Australian Albums (ARIA)                | 14              |
| Австрия (Ö3 Austria)                    | 9               |
| Канада (Canadian Albums Chart)          | 14              |
| Дания (Hitlisten)                       | 3               |
| Франция (SNEP)                          | 57              |
| Германия (Offizielle Top 100)           | 37              |
| Ирландия (IRMA)                         | 32              |
| Италия (Classifica album)               | 18              |
| Новая Зеландия (RMNZ)                   | 34              |
| Шотландия (Scottish Albums Chart)       | 22              |
| Швеция (Sverigetopplistan)              | 1               |
| Швейцария (Schweizer Hitparade)         | 11              |
| США (Billboard 200)                     | 70              |
| США (Billboard Dance/Electronic Albums) | 3               |